# Chaplin strážcem veřejného pořádku
Chaplin strážcem veřejného pořádku (anglicky Easy Street) je americký němý film z roku 1917. Snímek režíroval Charlie Chaplin a sám si zahrál i hlavní roli Tuláka, který přijímá práci policisty v drsné čtvrti. Snímek je v pořadí devátým Chaplinovým počinem pro společnost Mutual Film.
Jméno Easy Street a vzhled ulice, ve které se groteska odehrává, mají evokovat Chaplinovu rodnou ulici East Street v jižním Londýně. Bída a všudypřítomné násilí vycházejí ze skutečných Chaplinových zážitků z dětství.

## Děj
Tulák je bez práce a bez domova, tak přichází do centra naděje. Zde právě probíhá bohoslužba, při které se Tulákovi podaří ukrást pokladničku s finanční sbírkou na potřebné. Při odchodu se s ním dá do řeči pohledná misionářka a promlouvá k němu tak vlídně, že Tulák ukradenou pokladničku kajícně vrací.

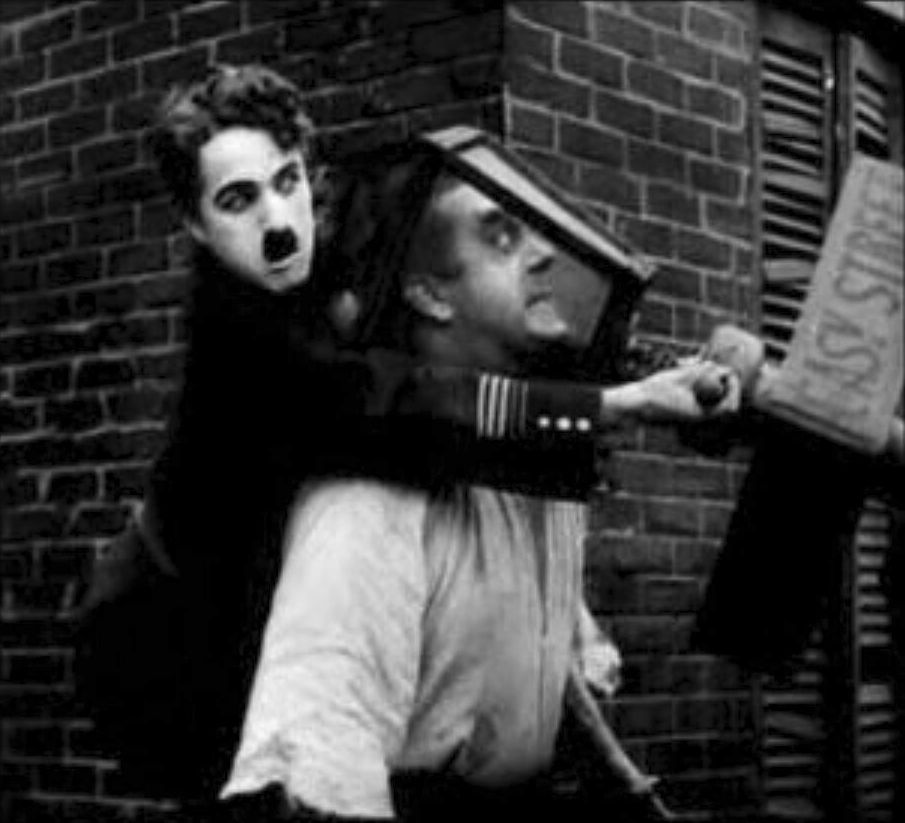
Obří násilník je zneškodně plynem z lampy

Nedaleko se nachází neblaze proslulá ulice Easy Street, kde jsou bitky na denním pořádku. Nejaktivněji si počíná násilník obrovité postavy, se kterým ani policisté nic nezmohou a z pochůzek v této ulici se vracívají ve značně zuboženém stavu. Tulák si všimne nápisu na policejní stanici, že jsou přijímáni další uchazeči o práci strážníka. Po kratším váhání se rozhodne zkusit své štěstí a je okamžitě přijat a poslán do Easy Street. Zde se setká s oním obřím pobudou, ale podaří se mu na něj vyzrát a omráčí ho plynem z lampy pouličního osvětlení. Tím si získá respekt nejen obyvatel ulice, ale i ostatních policistů, kteří na přemoženého obra nevěřícně zírají.
Do Easy Street přichází pohledná pracovnice Armády spásy, se kterou se Tulák setkal v centru. Připojí se k ní a pomáhá jí v její charitativní činnosti mezi nejchudšími obyvateli ulice. Je zřejmé, že k sobě oba mladí lidé chovají značné sympatie
Násilník se mezitím na policejní stanici probere z bezvědomí a podaří se mu uprchnout. Vrací se zpět domů a dostává se do konfliktu s manželkou. Hází po sobě nádobím, které občas vyletí i oknem ven. To upoutá Tulákovu pozornost a ten spěchá jako službu konající strážník tuto rozepři napravit. Násilník okamžitě pozná svého přemožitele a nastává groteskní honička v níž je nakonec pobuda zneškodněn kusem nábytku, vyhozeným z okna. Dívka, která honičku sleduje a chce svému novému příteli pomoci. Je však zajata dalšími lumpy z Easy Street a zavřena ve sklepě. Tulákovi se je však podaří přelstít a svou milou zachránit. V Easy Street konečně nastává klid a mír...

## Herecké obsazení
| Charlie Chaplin   | Tulák (zaměstnaný jako policista) |
| Edna Purviance    | členka Armády spásy               |
| Eric Campbell     | surový rváč                       |
| Charlotte Mineau  | jeho žena                         |
| Albert Austin     | kazatel / policista               |
| Lloyd Bacon       | narkoman                          |
| Henry Bergman     | anarchista                        |
| William Gillespie | heroinový narkoman                |
| James T. Kelley   | návštěvník misie / policista      |
| John Rand         | návštěvník misie / policista      |
| Leo White         | policista                         |

## Zvuková verze
V roce 1932 zakoupil filmový producent Amedee J. Van Beuren práva na Chaplinovy komedie studia Mutual za cenu 10 000 dolarů za každou z nich. Opatřil je novou hudbou, kterou složili Gene Rodemich a Winston Sharples, dodal zvukové efekty a znovu vydal prostřednictvím společnosti RKO Pictures. Chaplin nemohl žádnými legálními prostředky tomuto vydání zabránit.